# デボラ・ヴァン・フォルケンバーグ
デボラ・ヴァン・フォルケンバーグ（ヴァルケンバーグ、ヴォルケンバーグ、Deborah Van Valkenburgh、1952年8月29日 - ）は、アメリカ合衆国の女優。

## 出演作品
- リーガル・マインド 〜裏切りの法廷〜
- ＴＯＵＣＨ／タッチ シーズン1
- キャッスル 〜ミステリー作家は事件がお好き シーズン4
- THE EVENT/イベント
- ゴースト 〜天国からのささやき シーズン5
- WITHOUT A TRACE ファイナル・シーズン
- 交渉人　～Ｓｔａｎｄｏｆｆ
- コールドケース3
- ザ・シールド　～ルール無用の警察バッジ～ シーズン4
- デビルズ・リジェクト マーダー・ライド・ショー2（ケイシー）
- ER緊急救命室シーズンXI #7（ルイーズ・ガービン）
- 炎の少女チャーリー：ＲＥＢＯＲＮ
- ワイルド・ガン
- ワイルド・スマッシャー
- タイムマシーンにお願い シーズン5
- C.A.T.スクワッド2/国際テロパイソン・ウルフの挑戦状
- 戦場の牙
- ランページ/裁かれた狂気
- ストリート・オブ・ファイヤー（リーバ・コーディ）
- マルホランド・ラン／王者の道
- ウォリアーズ（マーシー）